# دیرفیلد (ویرجینیا)
دیرفیلد (به انگلیسی: Deerfield) یک منطقهٔ مسکونی در ایالات متحده آمریکا است که در شهرستان آگاستا، ویرجینیا واقع شده‌است.